# Goemon's Great Aventures
Goemon's Great Adventure, (がんばれゴエモン～でろでろ道中 オバケてんこ盛り～, Ganbare Goemon Derodero Dōchū Obake Tenko Mori) conegut com a Mystical Ninja 2 Starring Goemon a Europa, és un videojoc desenvolupat i publicat per Konami per la Nintendo 64 el 23 de desembre de 1998. És la tercera part de la sèrie Goemon publicat a l'Amèrica del Nord i Europa, després de Mystical Ninja Starring Goemon, publicat dos anys abans. Inclou una jugabilitat de plataformes en 2.5D, va marcar el retorn de la sèrie a un format de desplaçament lateral.
La història peculiar posa de relleu la recerca de Goemon per detenir el malvat Bismaru, que ha robat la màquina de resurrecció de l'home Rei. Goemon i els seus amics han de recórrer cinc mons per lluitar contra el ressuscitat Dochuki, príncep de l'inframón, i destruir el dispositiu capturat. Cada món està dissenyat amb estils i temes japonesos, i Goemon's Great Adventure continua la tradició de la sèrie d'una manera ininterrompuda, amb humor absurd.
El joc es va rebre bé, venent més de 160.000 còpies a tot el món. De manera reminiscent als jocs de 16 bits, el sistema de desplaçament lateral va ser elogiat pels crítics, que també van elogiar el mode cooperatiu de dos jugadors. Els gràfics vibrants i el component musical del joc també van obtenir notes altes. Els revisors l'han considerat el millor joc de desplaçament lateral de la Nintendo 64.